# Beechcraft King Air 200
De Beechcraft King Air 200 is een twin turboprop-vliegtuig gebouwd door Beechcraft. Het toestel is sinds 1974 in productie, langer dan welk ander burger turboprop-vliegtuig. 

## Ontwikkeling
De King Air 200 heette in 1969 de King Air 101 en was de opvolger van de King Air 100. Het 200 model had veel overeenkomsten met het 100 model. Vooral de cabine was hetzelfde. De verandering was onder andere de T-Tail en structurele  veranderingen voor hogere druk. Andere veranderingen waren onder andere de motoren, de grotere vleugeloppervlakte en extra brandstof capaciteit. De 200 was 1.17 m langer en de spanwijdte 1.29 m. Na lange testen in de wind tunnel (Vooral de T-staart was lang getest, 375 uur), vloog het eerste prototype op 27 oktober 1972. De tweede prototype vloog op 15 december 1972. 

## Varianten
Model 200Het eerste model, hiervan zijn er 858 gebouwd.
Model A200Eerste model voor de Amerikaanse Defensie.
Model 200TVersie met vleugeltip brandstoftanks, optionele zijramen en ruimte voor luchtfotografie. Er zijn er 23 van gemaakt
Model A200CTweede model voor de Amerikaanse Defensie
Model 200CGelijk als de A200C maar dan voor de civiele luchtvaart. 36 van gebouwd.
Model A200CTDerde model voor de Amerikaanse Defensie. Bevat vrachtdeuren en vleugeltip brandstoftanken. 93 van gebouwd.
Model B200Basismodel op dit moment. 1,157 van gebouwd eind 2009.
Model B200CVersie van de B200 maar dan met vrachtdeuren. Hiervan zijn er 112 gebouwd.

## Specificaties
- Crew: 1-2
- Capaciteit: 13 passagiers
- Lengte: 13,34 m
- Hoogte: 4,57 m
- Spanwijdte 16,61 m
- Vleugeloppervlakte: 28,2 m²
- Gewicht leeg: 3,520 kg

Maximale opstijg gewicht5670 kg
Motoren2 × Pratt & Whitney Canada PT6A-42 turboprops